# Amara (Romania)
Amara è una città della Romania di 7 882 abitanti, ubicata nel distretto di Ialomița, nella regione storica della Muntenia.
Amara ha assunto lo status di città nell'aprile 2004 ed è una località turistica, grazie alla sua posizione sul lago omonimo.